# 2011年のFIFAバロンドール

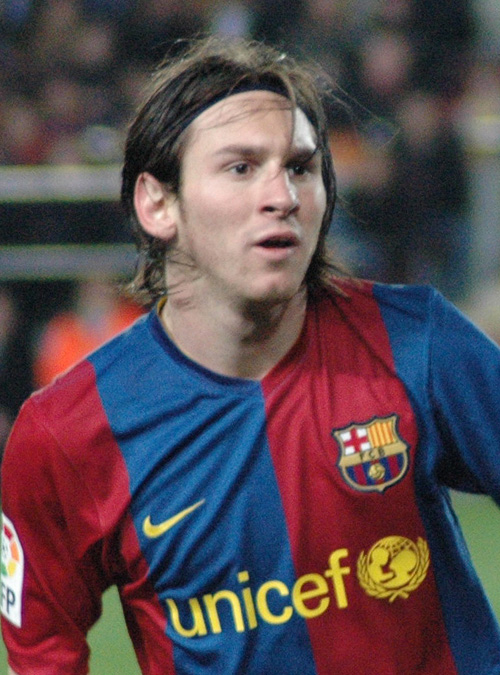
3年連続で受賞したリオネル・メッシ

2011年のFIFAバロンドール（2011ねんのフィファ バロンドール）の受賞者は、2012年1月9日にスイス・チューリッヒで行われた授賞式で発表され、リオネル・メッシ（バルセロナ、アルゼンチン代表）が3年連続で受賞した。授賞式に先立ち、2011年11月1日に23人の候補者が、12月5日に3人の最終候補者が発表されている。
セレモニーはルート・フリット（1987年受賞者）が司会を務め、ゼップ・ブラッターFIFA会長、ペレ、ローター・マテウス（1990年受賞者）、ロナウド（1997年・2002年受賞者）、歌手のシャキーラなどが出席した。
FIFA女子最優秀選手賞は澤穂希（INAC神戸レオネッサ、日本代表）、FIFA男子最優秀監督賞はジョゼップ・グアルディオラ（バルセロナ監督）、FIFA女子最優秀監督賞は佐々木則夫（日本代表監督）が受賞した。FIFAプスカシュ賞（年間最優秀ゴール）はネイマール（サントス、ブラジル代表）、FIFA会長賞はアレックス・ファーガソン（マンチェスター・ユナイテッド監督）、FIFAフェアプレー賞は日本サッカー協会が受賞した。FIFA/FIFProワールドイレブンにはバルセロナから5人、レアル・マドリードから4人、マンチェスター・ユナイテッドから2人が選ばれた。

## FIFAバロンドール
23人の候補者にはバルセロナから最多の8選手が名を連ねた。ヨーロッパ以外のクラブに所属する選手としては唯一ネイマールがノミネートされた。

### 最終候補者
| 順位 | 選手                       | 国籍         | 所属クラブ         | 得票率 |
| ---- | -------------------------- | ------------ | ------------------ | ------ |
| 1位  | リオネル・メッシ           | アルゼンチン | バルセロナ         | 47.88% |
| 2位  | クリスティアーノ・ロナウド | ポルトガル   | レアル・マドリード | 21.60% |
| 3位  | シャビ・エルナンデス       | スペイン     | バルセロナ         | 9.23%  |

### その他の候補者
| 順位 | 選手                                 | 国籍         | 所属クラブ                                        | 得票率 |
| ---- | ------------------------------------ | ------------ | ------------------------------------------------- | ------ |
| 4位  | アンドレス・イニエスタ               | スペイン     | バルセロナ                                        | 6.01%  |
| 5位  | ウェイン・ルーニー                   | イングランド | マンチェスター・ユナイテッド                      | 2.31%  |
| 6位  | ルイス・スアレス                     | ウルグアイ   | アヤックス / リヴァプール                         | 1.48%  |
| 7位  | ディエゴ・フォルラン                 | ウルグアイ   | アトレティコ・マドリード / インテル               | 1.43%  |
| 8位  | サミュエル・エトー                   | カメルーン   | インテル / アンジ・マハチカラ                     | 1.34%  |
| 9位  | イケル・カシージャス                 | スペイン     | レアル・マドリード                                | 1.29%  |
| 10位 | ネイマール                           | ブラジル     | サントス                                          | 1.12%  |
| 11位 | メスト・エジル                       | ドイツ       | レアル・マドリード                                | 0.76%  |
| 12位 | ウェズレイ・スナイデル               | オランダ     | インテル                                          | 0.72%  |
| 13位 | トーマス・ミュラー                   | ドイツ       | バイエルン・ミュンヘン                            | 0.64%  |
| 14位 | ダビド・ビジャ                       | スペイン     | バルセロナ                                        | 0.53%  |
| 15位 | バスティアン・シュバインシュタイガー | ドイツ       | バイエルン・ミュンヘン                            | 0.50%  |
| 16位 | シャビ・アロンソ                     | スペイン     | レアル・マドリード                                | 0.48%  |
| 16位 | セルヒオ・アグエロ                   | アルゼンチン | アトレティコ・マドリード / マンチェスター・シティ | 0.48%  |
| 18位 | エリック・アビダル                   | フランス     | バルセロナ                                        | 0.36%  |
| 19位 | ダニエウ・アウヴェス                 | ブラジル     | バルセロナ                                        | 0.34%  |
| 19位 | カリム・ベンゼマ                     | フランス     | レアル・マドリード                                | 0.34%  |
| 21位 | セスク・ファブレガス                 | スペイン     | アーセナル / バルセロナ                           | 0.29%  |
| 22位 | ナニ                                 | ポルトガル   | マンチェスター・ユナイテッド                      | 0.26%  |
| 23位 | ジェラール・ピケ                     | スペイン     | バルセロナ                                        | 0.22%  |

## FIFA女子最優秀選手賞

### 最終候補者
| 順位 | 選手               | 国籍           | 所属クラブ                           | 得票率 |
| ---- | ------------------ | -------------- | ------------------------------------ | ------ |
| 1位  | 澤穂希             | 日本           | INAC神戸レオネッサ                   | 28.51% |
| 2位  | マルタ             | ブラジル       | ウェスタン・ニューヨーク・フラッシュ | 17.28% |
| 3位  | アビー・ワンバック | アメリカ合衆国 | マジックジャック                     | 13.26% |

### その他の候補者
| 順位 | 選手                           | 国籍           | 所属クラブ                           | 得票率 |
| ---- | ------------------------------ | -------------- | ------------------------------------ | ------ |
| 4位  | 宮間あや                       | 日本           | 岡山湯郷Belle                        | 12.18% |
| 5位  | ホープ・ソロ                   | アメリカ合衆国 | マジックジャック                     | 7.83%  |
| 6位  | ロッタ・シェリン               | スウェーデン   | オリンピック・リヨン                 | 4.85%  |
| 7位  | ケルシュティン・ガーレフレケス | ドイツ         | フランクフルト                       | 4.73%  |
| 8位  | アレックス・モーガン           | アメリカ合衆国 | ウェスタン・ニューヨーク・フラッシュ | 4.34%  |
| 9位  | ルイザ・ネシブ                 | フランス       | オリンピック・リヨン                 | 3.21%  |
| 10位 | ソニア・ボンパストル           | フランス       | オリンピック・リヨン                 | 2.99%  |

## FIFA男子最優秀監督賞

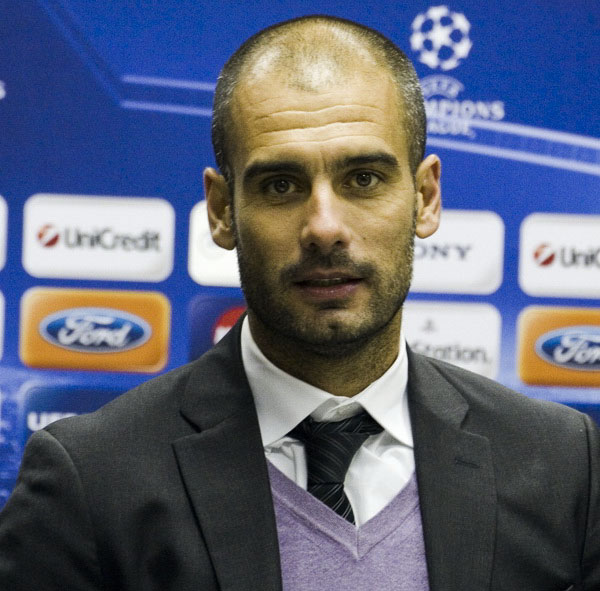
受賞したジョゼップ・グアルディオラ

### 最終候補者
| 順位 | 監督                       | 国籍           | 指導チーム                   | 得票率 |
| ---- | -------------------------- | -------------- | ---------------------------- | ------ |
| 1位  | ジョゼップ・グアルディオラ | スペイン       | バルセロナ                   | 41.92% |
| 2位  | アレックス・ファーガソン   | スコットランド | マンチェスター・ユナイテッド | 15.61% |
| 3位  | ジョゼ・モウリーニョ       | ポルトガル     | レアル・マドリード           | 12.43% |

### その他の候補者
| 順位 | 監督                       | 国籍       | 指導チーム             | 得票率 |
| ---- | -------------------------- | ---------- | ---------------------- | ------ |
| 4位  | ビセンテ・デル・ボスケ     | スペイン   | スペイン代表           | 9.12%  |
| 5位  | オスカル・タバレス         | ウルグアイ | ウルグアイ代表         | 7.47%  |
| 6位  | ヨアヒム・レーヴ           | ドイツ     | ドイツ代表             | 4.40%  |
| 7位  | アンドレ・ヴィラス＝ボアス | ポルトガル | ポルト / チェルシー    | 4.16%  |
| 8位  | アーセン・ベンゲル         | フランス   | アーセナル             | 1.91%  |
| 9位  | ユルゲン・クロップ         | ドイツ     | ボルシア・ドルトムント | 1.54%  |
| 10位 | リュディ・ガルシア         | フランス   | リール                 | 0.89%  |

## FIFA女子最優秀監督賞

### 最終候補者
| 順位 | 監督               | 国籍         | 指導チーム         | 得票率 |
| ---- | ------------------ | ------------ | ------------------ | ------ |
| 1位  | 佐々木則夫         | 日本         | 日本代表           | 45.57% |
| 2位  | ピア・スンドハーゲ | スウェーデン | アメリカ合衆国代表 | 15.83% |
| 3位  | ブルーノ・ビニ     | フランス     | フランス代表       | 10.28% |

### その他の候補者
| 順位 | 監督                     | 国籍           | 指導チーム           | 得票率 |
| ---- | ------------------------ | -------------- | -------------------- | ------ |
| 4位  | マレン・マイナート       | ドイツ         | U-20ドイツ代表       | 7.42%  |
| 5位  | パトリス・レア           | フランス       | オリンピック・リヨン | 5.80%  |
| 6位  | トーマス・デンネルビー   | スウェーデン   | スウェーデン代表     | 4.31%  |
| 7位  | ホープ・パウエル         | イングランド   | イングランド代表     | 3.01%  |
| 8位  | ホルヘ・ビルダ           | スペイン       | U-17スペイン代表     | 2.85%  |
| 9位  | レオナルド・クエジャール | メキシコ       | メキシコ代表         | 2.38%  |
| 10位 | トム・サーマニ           | オーストラリア | オーストラリア代表   | 2.02%  |

## FIFA/FIFProワールドイレブン
| ポジション | 選手                       | 国籍         | 所属クラブ                   |
| ---------- | -------------------------- | ------------ | ---------------------------- |
| GK         | イケル・カシージャス       | スペイン     | レアル・マドリード           |
| DF         | ダニエウ・アウヴェス       | ブラジル     | バルセロナ                   |
| DF         | ジェラール・ピケ           | スペイン     | バルセロナ                   |
| DF         | ネマニャ・ヴィディッチ     | セルビア     | マンチェスター・ユナイテッド |
| DF         | セルヒオ・ラモス           | スペイン     | レアル・マドリード           |
| MF         | シャビ・エルナンデス       | スペイン     | バルセロナ                   |
| MF         | シャビ・アロンソ           | スペイン     | レアル・マドリード           |
| MF         | アンドレス・イニエスタ     | スペイン     | バルセロナ                   |
| FW         | リオネル・メッシ           | アルゼンチン | バルセロナ                   |
| FW         | ウェイン・ルーニー         | イングランド | マンチェスター・ユナイテッド |
| FW         | クリスティアーノ・ロナウド | ポルトガル   | レアル・マドリード           |

## FIFAプスカシュ賞
| 順位 | 選手               | 国籍         | 所属クラブ                   |
| ---- | ------------------ | ------------ | ---------------------------- |
| 1位  | ネイマール         | ブラジル     | サントス                     |
|      | リオネル・メッシ   | アルゼンチン | バルセロナ                   |
|      | ウェイン・ルーニー | イングランド | マンチェスター・ユナイテッド |

## FIFAフェアプレー賞
- 日本サッカー協会[2]

## FIFA会長賞
- アレックス・ファーガソン[2]